# Karel Cerman
Karel Cerman (29. září 1926 – 12. března 2013) byl český horolezec, jeden ze členů „zlaté party“ ze Skaláku, která na počátku padesátých let 20. století určovala vývoj pískovcového lezení v Českém ráji a zimního horolezectví ve Vysokých Tatrách. Zúčastnil se prvních českých prvovýstupů na Kavkazu. Člen reprezentačního družstva v letech 1951 až 1966, v roce 1953 dostal titul Mistra sportu a v r. 1971 Zasloužilého mistra sportu. Účastník úspěšné expedice na Annapúrnu IV v roce 1969, v roce 1982 Ťan Šan. Ve svých 71 letech lezl znovu svou vůbec první cestu ve Skaláku – Heineckeho na Dračí věž. Při výstupu uklouzl a následkem pádu si vykloubil rameno, to znamenalo konec lezení.

## Významné výstupy
- 1951 Prvovýstup v SV stěně Stredohrotu ve Vysokých Tatrách, prvovýstup SV pilířem Velkého Javorového štítu ve Vysokých Tatrách
- 1952 Příhrazy, Cermanova cesta na Soudek, prvovýstup
- 1953 Hruboskalsko, Severní hrana na Panny, prvovýstup
- 1954 Zimní přechod hlavního hřebene Vysokých Tater
- 1956 Teplické skály, Hláska, Údolní spára, prvovýstup, Alpy, oblast Mont Blanc, Grand Charmoz, S stěna, Welzenbachova cesta
- 1959 Kavkaz, Donguz Orun, S stěna, varianta Chergianiho cesty, prvovýstup, Nakra Tau, S stěna, prvovýstup středem stěny

Účastník první české himálajské expedice na Annapúrnu IV (1969) a Ťan Šan (1981). Členem reprezentačního družstva byl v letech 1951–1966. Byl čestným členem Českého horolezeckého svazu a nositelem titulu Zasloužilý mistr sportu.

### Televizní dokumenty
- Mojmír Hošt: Skály sny a vzpomínky (Youtube), dokument ČT – O partě amatérských horolezců a jejich lásce ke skalám, 18 minut, Československo 1990